# پنجزاری کج‌پولک

## نام فارسی
پنجزاری کج‌پولک

### نام‌های مورد استفاده در جنوب ایران
فروکو، کالر.

## اندازه
۸ سانتیمتر و تا ۱۱ سانتیمتر می‌رسد.

## مشخصات
جثه کوچک، بلند و فشرده، است. خط جانبی دارای ۵۰ عدد فلس، دهان خیلی کوچک مورب، هنگام بازشدن یک لوله مستقیماً بطرف بالا تشکیل می‌دهد و هنگامیکه بسته می‌شود آرواره پایینی تقریباً به‌طور عمودی بالا می‌رود. باله پشتی دارای ۸ شعاع سخت و ۱۰ شعاع نرم و باله مخرجی دارای ۳ شعاع سخت و ۱۴ شعاع نرم است. رنگ بدن نقره‌ای، در پشت آبی رنگ و در شکم سفید رنگ است.

## زیست‌شناسی
در آب‌های کم عمق ساحلی تا عمق۴۰ متری بوده و به‌طور گروهی حرکت کردهو از سخت پوستان کوچک تغذیه می‌نماید.

## وسایل صید
تور کیسه‌ای و تور گردان ساحلی.